# Fionia
La Fionia (in danese: Fyn) è la seconda isola della Danimarca, con una popolazione di 473 201 abitanti.

## Descrizione

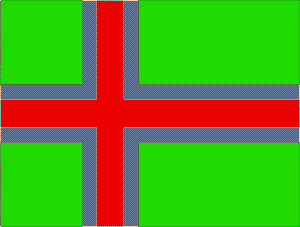
La bandiera non ufficiale; proposta dal 2015

Il territorio dell'isola è pianeggiante ed è stato modellato dall'azione erosiva del ghiaccio durante le ere glaciali, come testimoniato anche dalla presenza nella sua parte sud-orientale della Damestenen, il più grande masso erratico della Danimarca. La città principale è Odense, collegata con il mare tramite un canale raramente utilizzato.
L'isola fa parte (dal 2007) della regione Danimarca Meridionale. La Fionia è collegata con la Selandia (la maggiore isola della Danimarca) tramite il ponte ferroviario e stradale del Grande Belt, il ponte è composto da due tratte, la prima collega la Fionia con l'isolotto di Sprogø nel centro del Grande Belt, la seconda è costituita da un ponte in sospensione che lo collega alla Selandia. Al momento dell'inaugurazione il ponte sospeso era il secondo più lungo al mondo.
Due ponti collegano la Fionia con la terraferma (Jutland); il primo, ferroviario e stradale, fu costruito negli anni 1930, poco prima della seconda guerra mondiale, il secondo è un ponte sospeso costruito negli anni 1970 ed è solo stradale.
A sud di Fionia sorge l'isola di Tåsinge, dove ebbe tragico epilogo la vita di Elvira Madigan.

## Città
- Odense
- Nyborg
- Svendborg
- Middelfart
- Bogense
- Assens

## Luoghi di interesse
- il castello di Egeskov
- Damestenen